# Andy Phillip
Andrew Michael "Andy" Phillip (Granite City, Illinois , 7 de marzo de 1922-Rancho Mirage, California, 29 de abril de 2001) fue un jugador de baloncesto estadounidense que jugó durante once temporadas en la NBA, además de ser entrenador durante diez partidos con los St. Louis Hawks en 1958. Medía 1,88 metros de altura, y jugaba indistintamente de base o alero.

## Trayectoria deportiva

### Universidad
Jugó con los Fighting Illini de la Universidad de Illinois en los años 40, llevando a su equipo a ganar en dos ocasiones el campeonato de la Big Ten Conference, en 1942 y 1943, consiguiendo el galardón del MVP ese último año, tras conseguir el récord de anotación de su conferencia en puntos totales (255, 21,3 por partido) y en un partido (40). El equipo era conocido en aquel entonces como los Whiz Kids, por la cantidad de jugadores de segundo y tercer año, y se caracterizaron por su velocidad en ataque y su tenaz defensa. El contraataque es nuestro juego, -dijo Phillip una vez- somos unos adelantados en el tiempo.
Los Whiz Kids fueron enviados a la Segunda Guerra Mundial tras la temporada 1942-43. Phillip sirvió como teniente en el Cuerpo de Marines de los Estados Unidos, tomando parte en la campaña de Iwo Jima. Regresó a Illinois para la temporada 1946-47.

### Profesional
Fue elegido en la quinta ronda del Draft de la NBA de 1947 por Chicago Stags, donde jugó durante 3 temporadas. En la última de ellas lideró por primera vez la clasificación de mejores pasadores de la liga, tras repartir 5,8 asistencias por partido. Al año siguiente firmaría por Philadelphia Warriors, y en los dos años que permaneció allí volvió a liderar la clasificación de asistencias, llegando en la temporada 1951-52 a ser el primer jugador de la historia de la NBA en sobrepasar las 500 asistencias, dejando la nueva marca en 539.
Al año siguiente firmó con Fort Wayne Pistons, donde tras una buena temporada a nivel personal, finalizando segundo en el ranking de asistencias, logró junto a su equipo llegar en dos ocasiones consecutivas a las Finales de la NBA. En 1955, en el séptimo y decisivo partido, fue acusado por uno de sus compañeros de fraude por supuestamente haber negociado con apostadores para dejarse perder el partido contra Syracuse Nationals, tras perder un balón a falta de tres segundos para el final, lo que posibilitó que Syracuse se llevara el campeonato tras ganar en el partido decisivo por un punto, 92-91.
En 1956 fichó por Boston Celtics, donde ya con 34 años, y desempeñando un papel secundario, volvió a aparecer en las finales en ambas temporadas, jugando al lado de gente como Bob Cousy, Bill Russell, Bill Sharman, Tom Heinsohn y Frank Ramsey, haciéndose por fin con el anillo de campeón en su primer año en los Celtics.
En sus 11 temporadas como profesional promedió 11,6 puntos y 4,3 asistencias por partido.

### Entrenador
En 1958 aceptó el puesto de entrenador de St. Louis Hawks, pero únicamente se sentó en el banquillo durante 10 partidos, ganando 6 y perdiendo 4. En 1961 regresó a los banquillos dirigiendo a los Chicago Majors de la American Basketball League durante una temporada.

## Estadísticas de su carrera en la NBA
|  | Denota temporada en la que ganó un campeonato de la NBA |
|  | Líder de la liga                                        |

### Temporada regular
| Año     | Equipo                  | PJ  | MPP  | %TC  | %TL  | RPP | APP | PPP  |
| ------- | ----------------------- | --- | ---- | ---- | ---- | --- | --- | ---- |
| 1947–48 | Chicago                 | 32  | –    | .336 | .583 | –   | 2.3 | 10.8 |
| 1948–49 | Chicago                 | 60  | –    | .348 | .676 | –   | 5.3 | 12.0 |
| 1949–50 | Chicago                 | 65  | –    | .349 | .704 | –   | 5.8 | 11.7 |
| 1950–51 | Philadelphia            | 66  | –    | .399 | .751 | 6.8 | 6.3 | 11.2 |
| 1951–52 | Philadelphia            | 66  | 44.4 | .366 | .753 | 6.6 | 8.2 | 12.0 |
| 1952–53 | Philadelphia/Fort Wayne | 70  | 38.4 | .397 | .738 | 5.2 | 5.7 | 10.3 |
| 1953–54 | Fort Wayne              | 71  | 38.1 | .375 | .730 | 3.7 | 6.3 | 10.6 |
| 1954–55 | Fort Wayne              | 64  | 36.4 | .371 | .692 | 4.5 | 7.7 | 9.6  |
| 1955–56 | Fort Wayne              | 70  | 29.7 | .365 | .563 | 3.7 | 5.9 | 5.8  |
| 1956–57 | Boston                  | 67  | 22.0 | .379 | .642 | 2.7 | 2.5 | 4.4  |
| 1957–58 | Boston                  | 70  | 16.6 | .355 | .592 | 2.3 | 1.7 | 3.4  |
| Total   | Total                   | 701 | 32.3 | .368 | .695 | 4.4 | 5.4 | 9.1  |

### Playoffs
| Año   | Equipo       | PJ | MPP  | %TC  | %TL   | RPP | APP | PPP  |
| ----- | ------------ | -- | ---- | ---- | ----- | --- | --- | ---- |
| 1948  | Chicago      | 5  | –    | .283 | .714  | –   | .8  | 7.2  |
| 1949  | Chicago      | 2  | –    | .389 | 1.000 | –   | 6.0 | 19.5 |
| 1950  | Chicago      | 2  | –    | .259 | .769  | –   | 6.0 | 12.0 |
| 1951  | Philadelphia | 2  | –    | .400 | .500  | 7.5 | 7.0 | 7.5  |
| 1952  | Philadelphia | 3  | 40.7 | .421 | .792  | 4.7 | 7.3 | 11.7 |
| 1953  | Fort Wayne   | 8  | 41.1 | .338 | .667  | 4.0 | 3.8 | 10.3 |
| 1954  | Fort Wayne   | 4  | 34.0 | .342 | .750  | 3.0 | 4.3 | 8.8  |
| 1955  | Fort Wayne   | 11 | 40.5 | .323 | .850  | 5.5 | 7.1 | 8.5  |
| 1956  | Fort Wayne   | 10 | 17.3 | .333 | .440  | 2.6 | 3.5 | 2.9  |
| 1957  | Boston       | 10 | 12.8 | .364 | .400  | 2.0 | 1.7 | 2.2  |
| 1958  | Boston       | 10 | 9.1  | .238 | .778  | 1.4 | .7  | 1.7  |
| Total | Total        | 67 | 25.4 | .330 | .700  | 3.3 | 3.7 | 6.4  |

## Fallecimiento
Phillip murió el 29 de abril de 2001 en su casa de Rancho Mirage, California, a los 79 años, víctima de un problema coronario.